# 5954 Epikouros
5954 Epikouros è un asteroide della fascia principale. Scoperto nel 1987, presenta un'orbita caratterizzata da un semiasse maggiore pari a 2,4486876 UA e da un'eccentricità di 0,1704369, inclinata di 6,52521° rispetto all'eclittica.